# Ipojucan
Ipojucan Lins de Araújo (Maceió, 3 de junho de 1926 — São Paulo, 19 de junho de 1978) foi um futebolista brasileiro que atuou como meia ou atacante.
Apesar de sua grande estatura (media 1,90 metros), era considerado um meia-atacante bastante habilidoso e criativo.

## Biografia
Com conta o livro de sua biografia - "Ipojucã, a Saga de um Matador", de Osni Ferrari - enquanto dividia seu tempo com outros afazeres, como vendedor de balas, engraxate e açougueiro, o jovem Antônio (ainda sem o apelido de Ipojucã) começou a apresentar seu talento no futebol como goleiro, por gramados amadores e das categorias de base na capital.
Na infância jogava no Canto do Rio, um clube de Niterói. Com 11 anos, foi treinar no Club de Regatas Vasco da Gama, onde ficou durante 20 anos. Marcou 225 gols em 413 partidas ao todo pelas equipes amadora, aspirantes e profissional do Vasco. Na equipe principal (profissional) do Vasco da Gama atuou em 228 jogos e marcou 102 gols.
Diferente do que muito se divulga, Ipojucan não é um dos 5 maiores artilheiros da história do Club de Regatas Vasco da Gama  , mas isso não diminui em nada o craque.
Ipojucan era muito alto, e ao mesmo tempo muito habilidoso, criativo e exímio passador. Jogador do meio para frente que teve várias funções diferentes em campo, sendo destaque na linha média do Expresso da Vitória. Correspondia em todos os cantos que o colocavam.
Estreou pelos profissionais do Vasco em 1946, mas passou a ter grande destaque mesmo em 1949, quando ganhou mais espaço entre os titulares do Expresso e fez 29 gols em 41 jogos.
Em 1950 teria talvez sua grande temporada pelo Vasco, sendo titular absoluto e um dos cérebros do esquadrão vascaíno. Além das ótimas atuações, Ipojucan foi muito decisivo, dando uma linda assistência para Ademir marcar o gol do bicampeonato estadual do Vasco.
Ipojucan estreou pela Seleção na decisão do Pan-americano de 1952 contra o Chile. O Brasil venceu a partida por 3 a 0, e Ipojucan deu uma assistência para o gol de Pinga, que na época ainda era da Portuguesa. Com o resultado, o Brasil ganhou seu primeiro título no exterior.
Assim como aconteceu em 1950, Ipojucan esteve muito perto de ser convocado para a Copa do Mundo de 1954, mas acabou ficando de fora da convocação final. Ao todo, foram 9 jogos pela Seleção e 1 gol.
Após problemas com a diretoria vascaína, Ipojucan deixou o Vasco no final de 1954 e foi para a Portuguesa Desportos, que na época era uma potência nacional, tendo sido o clube que mais cedeu jogadores à Seleção na Copa de 54.
Em 1954, transferiu-se para a Portuguesa de Desportos, onde encerrou a carreira.<ref name="Livro"
Mesmo atuando ao lado de grandes craques como Djalma Santos, Julinho Botelho e Bradãozinho, Ipojucan foi considerado o grande destaque da Portuguesa no título do Torneio Rio-São Paulo de 1955. Decisivo, fez um gol na Final do Torneio. Ao todo pela Lusa foram 218 jogos e 52 gols.
Faleceu em 19 de junho de 1978 de insuficiência renal.

## Marca histórica
- 16° maior artilheiro da história do Vasco da Gama com 102 gols.
- 3° jogador de meio-campo do Vasco da Gama com mais gols na história do clube (1° Maneca 142 gols e 2° Bismarck 110 gols).

## Títulos
Vasco da Gama
- Torneio Municipal de Futebol do Rio de Janeiro de 1946
- Campeonato Carioca: 1949, 1950 e 1952
- Copa Internacional Rivadávia: 1953
- Torneio Quadrangular Internacional do Rio de Janeiro: 1953
- Torneio Internacional do Chile: 1953
- Troféu Cinquentenário do Racing: 1953

Portuguesa
- Torneio Rio-São Paulo: 1955
- Taça dos Invictos: 1955

Seleção Carioca
- Campeonato Brasileiro de Seleções Estaduais: 1950

Seleção Brasileira
- Campeonato Pan-Americano: 1952
- Copa Oswaldo Cruz: 1955
- Taça Bernardo O'Higgins: 1955